# Begum
Begum, Begam o Baigum (turco: Begüm, in persiano بیگم‎) è un titolo turco dato ai membri femminili della famiglia di un Bey, Baig o Beg, un alto ufficiale. Il termine Begum deriva dalla parola Beg, e significa appunto membro femminile della famiglia di un Beg, in base alla stessa logica che origina la parola Khānūm, o Khānim, che significa membro femminile della famiglia di un Khān. 

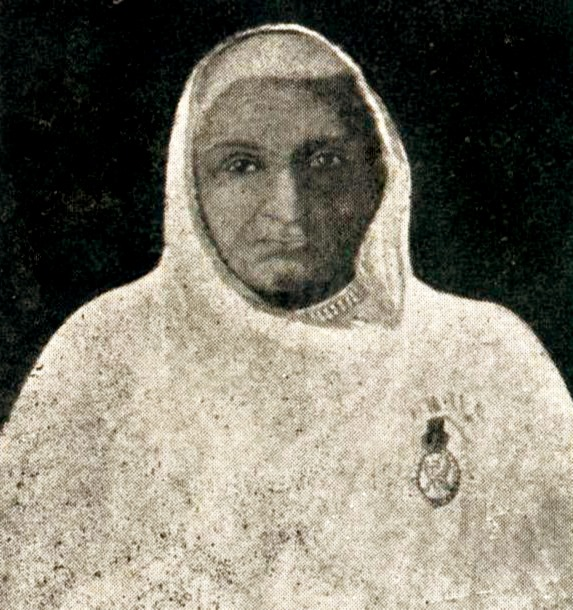
Qudsia, prima begum regnante di Bhopal (1819-1837)

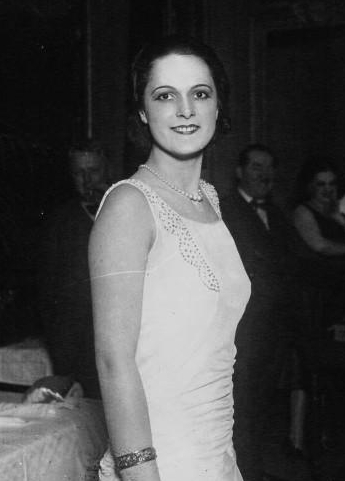
La begum Aga Khan Yvonne Labrousse (1906-2000)

## Storia
Il termine fu conosciuto nel mondo occidentale, soprattutto nei paesi di lingua francese, per via dell'utilizzo che ne fece Jules Verne nel romanzo del 1879 I cinquecento milioni della Bégum (Les 500 millions de la Bégum). Il suo impiego è stato adattato nell'Asia del sud come titolo onorifico conferito alle donne di alto rango sociale e alle nobili con la valenza, a volte, di regina, come nello Stato indiano di Bhopal. Qui, dal 1819 al 1926, sono succedute l'una all'altra quattro Begum sovrane, caso inusuale nel mondo islamico: Qudsia, Sikandar, Shah Jahan e Sultan Jahan  Altri esempi di utilizzo del titolo riguardano: Zaynab, Hazrat Mahal, che in seguito divorziò dal Nawwāb Wajid 'Ali Shah, le principesse Moghul Jahanara e Roshanara, Nusrat Bhutto, Khaleda Zia (Khālida Ḍiyāʾ) e Zarin Musharraf.
Colloquialmente, il termine viene anche adoperato in Pakistan e Bangladesh dagli uomini musulmani per riferirsi alle proprie mogli, o come titolo onorifico nei confronti di una donna sposata o di una vedova. Da ricordare Khaleda Zia, Primo ministro del Bangladesh dieci anni dopo l'uccisione del marito Ziaur Rahman (Ḍiyāʾ ur-Raḥmān). Anche la consorte dell'Aga Khan, capo politico e religioso degli Ismailiti, si fregia di tale rango (equivalente a quello di principessa). La vedova di Aga Khan III Yvette Labrousse e le mogli del principe Karim, Salima e Ināra, sono state protagoniste del jet set internazionale dagli anni Sessanta al 2000.